# Paris Open Source Summit
 (juin 2021).

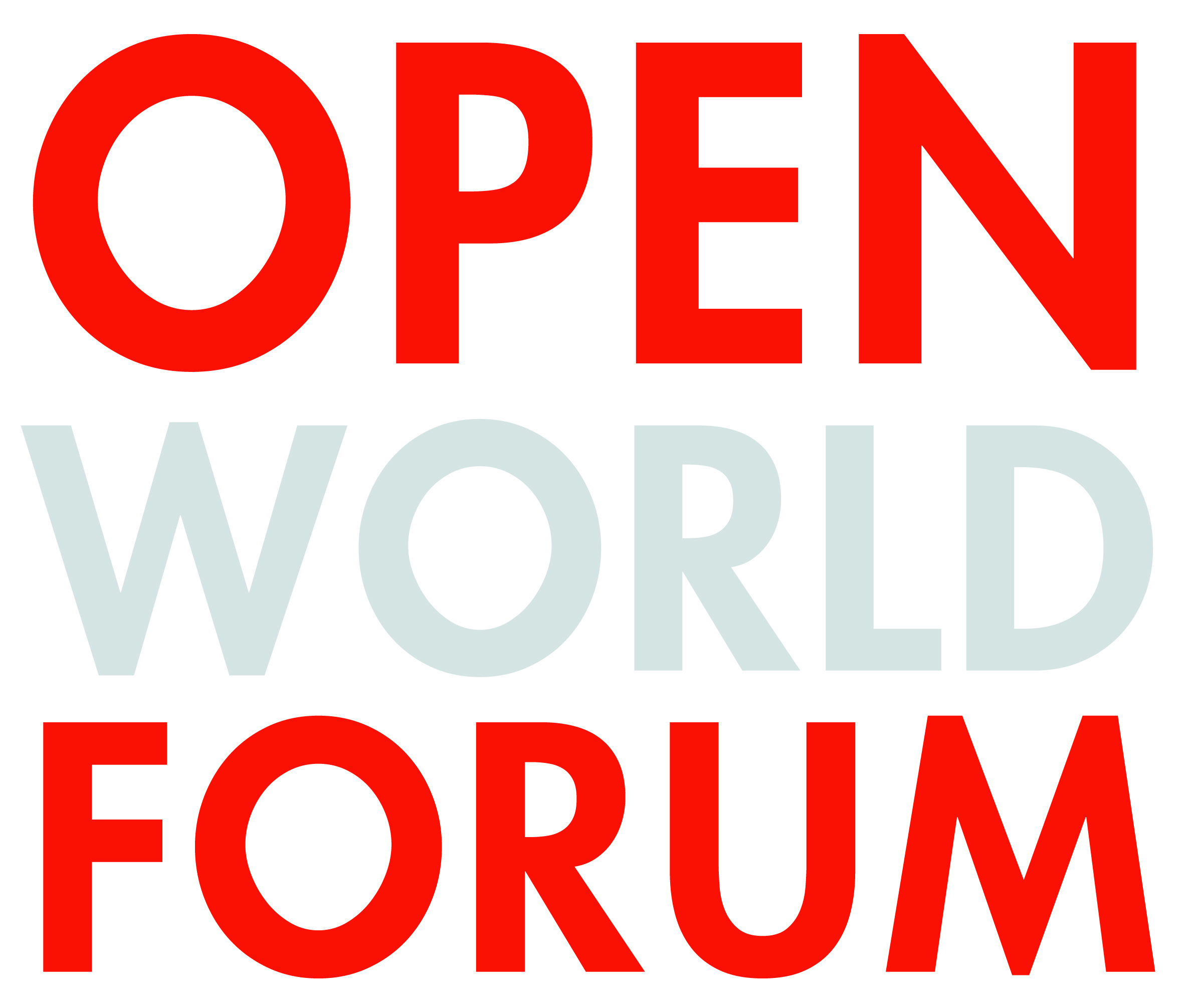
Le logo 2010

Le Paris Open Source Summit (précédemment le Forum mondial du libre ou Open World Forum) est un événement annuel international, communautaire et non commercial, sur les contenus libres organisé en France. Il est régi par un Comité de pilotage et un Comité de Programme, comprenant des représentants de plusieurs organisations internationales, associations et communautés. Il s'est rapidement imposé comme le principal forum européen sur les logiciels Libres et l'Open Source. Depuis 2015, il s'est étendu en fusionnant avec le Salon européen Solutions Linux sous le nom de Paris Open Source Summit.

## Événements
Les événements sont organisés par les pôles de compétitivité Cap Digital et System@tic, avec le support du consortium QualiPSo et de la société de conseil ITEMS  International. Le Forum est soutenu par plusieurs institutions publiques françaises comme la Mairie de Paris et la région Île-de-France et se tient :
Forum mondial du libre
- en 2008 - les 1er et 2 décembre à la Maison de la Chimie, Paris
- en 2009 - les 1er et 2 octobre à l'Eurosites George V, Paris[3]
- en 2010 - les 30 septembre et 1er octobre à l'Eurosites George V, Paris
- en 2011 - les 22, 23 et 24 septembre à l'Eurosites George V, Paris
- en 2012 - les 11, 12 et 13 octobre à l'Eurosites George V, Paris
- en 2013 - les 3, 4 et 5 octobre au Beffroi, Montrouge
- en 2014 - les 30 et 31 octobre à l'Eurosites George V, Paris

Paris Open Source Summit (issu de la fusion avec le salon « Solutions Linux »)
- en 2015 - les 18 et 19 novembre aux Docks de Paris
- en 2016 - les 16 et 17 novembre aux Docks de Paris
- en 2017 - les 15 et 16 novembre aux Docks de Paris
- en 2018 - les 5 et 6 décembre aux Docks de Paris
- en 2019 - les 10 et 11 décembre aux Docks de Paris

## Gouvernance
La gouvernance du Forum Mondial du Libre est inspirée de la gouvernance des conférences du monde scientifique. Concernant les prises de décision, la règle est le consensus : si une motion ne fait l'objet d'aucun consensus alors cette motion est automatiquement rejetée. Depuis 2010, la présence du CIGREF lors de l'ouverture de l'Open World Forum marque la prise de conscience de l'importance de l'open source dans les grands comptes.

### Comité de programme
Le Comité de Programme a la responsabilité du contenu du Forum, c'est-à-dire du choix des thèmes principaux des sujets traités ainsi que du choix des conférences associées. Un président est nommé pour la durée du Forum et est renouvelé chaque année.

## Charte du Forum
Les organisateurs du forum identifient et invitent des intervenants et conférenciers venus des quatre coins du monde.

## Feuille de route 2020 des Logiciels Libres
Le forum contribue également à l’élaboration de la feuille de route du Logiciel Libre appelée 2020 FLOSS Roadmap. Cette feuille de route et les recommandations qui en découlent est mise à jour chaque année et présentée lors du forum.
La Feuille de route 2020 des Logiciels Libres (2020 Floss Roadmap) est coordonnée par Jean-Pierre Laisné, Président d'OW2, Directeur de la stratégie Open Source de Bull. Cette feuille de route est mise à jour et cette mise à jour est rendue publique à l'occasion de chaque édition du Forum. L'objectif de cette feuille de route est de mettre en perspective les opportunités ouvertes pour les années à venir par le Logiciel Libre aussi bien d'un point de vue technologique, que business et sociétal.